# Махановский, Павел Петрович
Павел Петрович Махановский (род. 2 сентября 1993) — российский хоккеист, нападающий.

## Биография
Воспитанник омского хоккея. В сезоне-2009/10 дебютировал в команде МХЛ «Омские ястребы», за которую выступал в течение следующих трёх сезонов. 21 октября 2013 года в гостевом матче с «Амуром» (5:2) дебютировал в КХЛ в составе «Авангарда». В следующих двух сезонах играл за аффилированные клубы «Сокол» Красноярск и «Сарыарка» Караганда, Казахстан в ВХЛ. В сезоне-2016/17 провёл 15 матчей за «Авангард» и 2 — за «Сарыарку». Сезон 2017/18 провёл в «Адмирале». Четыре сезона провёл в ВХЛ, выступая за «Сарыаркау» (2018/19) и ханты-мансийскую «Югру» (2019/20 — 2021/22). Выступал в КХЛ за «Амур» (2022/23) и «Адмирал» (2023/24), после чего вернулся в «Югру».
Двукратный чемпион МХЛ (2012, 2013) и ВХЛ (2019, 2021).